# Bisdom Lincoln
Het bisdom Lincoln (Latijn: Dioecesis Lincolnensis) is een rooms-katholiek bisdom met als zetel Lincoln, in de Amerikaanse staat Nebraska. Het bisdom is suffragaan aan het aartsbisdom Omaha. 

## Geschiedenis
Het bisdom werd opgericht op 2 augustus 1887, uit delen van het bisdom Omaha, en was suffragaan aan het aartsbisdom Dubuque. Op 4 augustus 1945 veranderde het van kerkprovincie en werd suffragaan aan het nieuw verheven aartsbisdom Omaha. 

## Parochies
Het bisdom had in 2021 een oppervlakte van 61.756 km2 en telde 621.418 inwoners waarvan 15,2% rooms-katholiek was.

## Bisschoppen
- Thomas Bonacum (9 augustus 1887 - 4 februari 1911)
- John Henry Tihen (12 mei 1911 - 21 september 1917)
- Charles Joseph O’Reilly (20 maart 1918 - 4 februari 1923)
- Francis Joseph Beckman (23 december 1923 - 17 januari 1930)
- Louis Benedict Kucera (30 juni 1930 - 9 mei 1957)
- James Vincent Casey (14 juni 1957 - 18 februari 1967; hulpbisschop sinds 5 april 1957)
- Glennon Patrick Flavin (29 mei 1967 - 24 maart 1992)
- Fabian Wendelin Bruskewitz (24 maart 1992 - 14 september 2012)
- James Douglas Conley (14 september 2012 - heden)
  - George Joseph Lucas (apostolisch administrator: 13 december 2019 - 13 november 2020)

## Galerij van afbeeldingen

Wapen van het bisdom
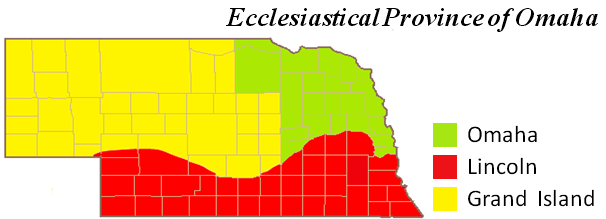
Kerkprovincie met aartsbisdom en suffragane bisdommen
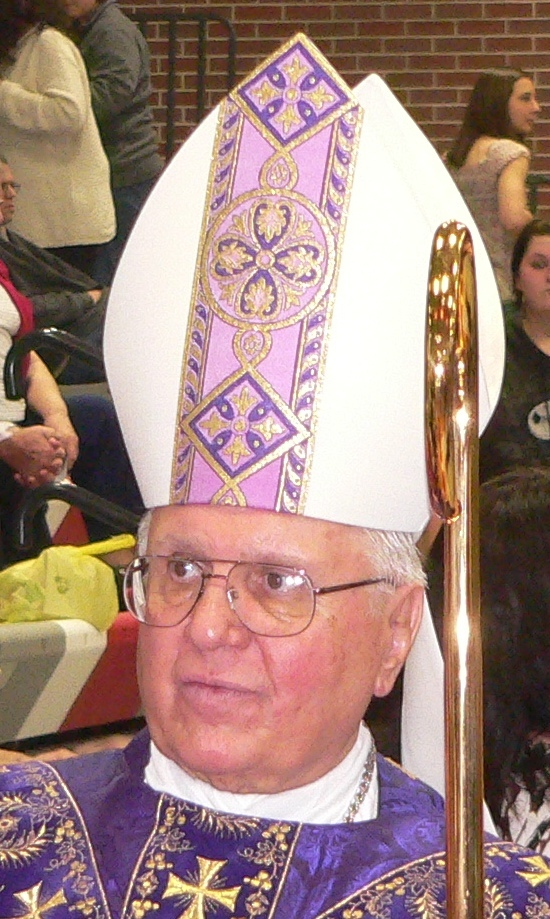
Bisschop Fabian Wendelin Bruskewitz (1992-2012)

Omaha (aartsbisdom) · Grand Island · Lincoln